# تای کندال
در آمار، ضریب همبستگی رتبه‌ای کندال که به تای کندال مشهور است و با حرف یونانی {\displaystyle \tau } نمایش داده‌می‌شود یک آمارهٔ ناپارامتری است که برای سنجش همبستگی آماری میان دو متغیر تصادفی به کار می‌رود. آزمون تا نیز برای سنجش میزان پیوستگی میان دو متغیر استفاده می‌شود.
برای محاسبهٔ تای کندال به این ترتیب عمل می‌شود: فرض کنید (x1, y1), (x2, y2), …, (xn, yn) مقادیری از دو متغیر با توزیع توام X و Y باشند. دو زوج (xi, yi) و (xj, yj) را سازگار (concordant) می‌نامیم اگر رتبه‌های دو مشاهده با هم برابر باشند، یعنی هرگاه xi > xj و yi > yj یا اگر هر دوی xi < xj و yi < yj برقرار باشند. دو زوج ناسازگار (discordant) نامیده می‌شوند هرگاه xi > xj و yi < yj یا اگر xi < xj و yi > yj. اگر xi = xj یا yi = yj, زوج نه سازگار و نه ناسازگار نامیده می‌شوند. آنگاه تای کندال به صورت زیر محاسبه می‌شود:
{\displaystyle \tau ={\frac {({\text{number of concordant pairs}})-({\text{number of discordant pairs}})}{{\frac {1}{2}}n(n-1)}}.}
تای کندال همیشه بین ۱+ و ۱- است که این دو مقدار متناظر با تطابق و عدم‌تطابق کامل است. انتظار می‌رود تای کندال برای دو متغیر مستقل نزدیک به صفر باشد.